# Васадзе Таріел Шакрович
Таріе́л Ша́крович Васа́дзе  (нар. 15 вересня 1947, Супса, Ланчхутський район, Грузинська РСР) — український бізнесмен грузинського походження, президент ТОВ «Українська автомобільна корпорація», колишній депутат Верховної Ради України (IV, V, VI та VII скликань).

## Життєпис
Народився 15 вересня 1947 у селі Супса, Ланчхутський район, Грузинська РСР.
Здобув освіту інженера-механіка у Київському автомобільно-дорожньому інституті.

### Кар'єра
Працював інженером, старшим майстром, начальником цеху, директором станції технічного обслуговування та заступником генерального директора об'єднання «Київавтотехобслуговування» з 1971 по 1982 рік.
Згодом, з 1982 по 1991 рік, він обіймав посаду заступника начальника та начальника Українського республіканського управління «Автотехобслуговування».
В період з 1991 по 1992 рік Васадзе був начальником республіканського об'єднання «Автосервіс».
З 1992 до 2023 року Васадзе є почесним президентом та головою правління ТОВ «Українська автомобільна корпорація».
Пройшов шлях від інженера до заступника генерального директора об'єднання «Київавтотехобслуговування», заступника начальника, начальника Українського республіканського управління «Автотехобслуговування», начальник республіканського об'єднання «Автосервіс», президент ТОВ «Українська автомобільна корпорація».

### Політична діяльність
Колишній депутат Верховної Ради України (IV, V, VI та VII скликань), колишній Голова підкомітету з питань тарифного та нетарифного регулювання зовнішньої торгівлі (включаючи питання антидемпінгових розслідувань) Комітету Верховної Ради України з питань податкової та митної політики.
У 2006 році увійшов до «Топ-100» найвпливовіших людей України, яких щорічно визначає журнал «Кореспондент», Васадзе зайняв 52 позицію, та 32 у 2008.
У 2007 році в рейтингу журналу «Фокус» «200 найвпливовіших українців» посів 92 місце.  
З 2002 по 2006 рр. представляв Україну в Парламентській Асамблеї Ради Європи (ПАРЄ)
У 2002 році — радник прем'єр-міністра України Анатолія Кінаха на громадських засадах.
Народний депутат України 4-го скликання з квітня 2002 по квітень 2006 від блоку «За єдину Україну!».
Народний депутат України 5-го скликання 04.2006-06.2007 від Блоку Юлії Тимошенко.
Народний депутат України 6-го скликання з листопада 2007 р., обраний за списками БЮТ. Член Фракції Блоку Юлії Тимошенко, Голова підкомітету з питань тарифного та нетарифного регулювання зовнішньої торгівлі (включаючи питання антидемпінгових розслідувань) Комітету Верховної Ради України з питань податкової та митної політики і банківської діяльності.
Народний депутат України 7-го скликання у складі фракції Партії регіонів. На парламентські вибори 2012 року Васадзе пройшов у Верховну Раду по списках Партії регіонів.
16 січня 2014 року голосував за закони, які суперечать Конституції України, Конвенції про захист прав людини і основоположних свобод, прямо суперечать зобов'язанням і обов'язкам України як члена ООН, Ради Європи та ОБСЄ.
21 лютого 2014 року заявив про вихід з «Партії Регіонів» внаслідок подій на Майдані Незалежності в Києві. Після цього вступив до фракції «Економічний розвиток», до складу якої увійшли 35 депутатів, фракція увійшла до нової коаліції.
В 2014 році увійшов до списку кандидатів у депутати від партії Сергія Тігіпка «Сильна Україна» на позачергових виборах до Верховної ради.

## Нагороди та відзнаки
- Заслужений працівник транспорту України (вересень 1997)[22].
- Почесна грамота КМ України (серпень 2002)[23].
- Орден «За заслуги» III ст. (2002).
- Орден «За заслуги» II ст. (24 серпня 2012) — за значний особистий внесок у соціально-економічний, науково-технічний, культурно-освітній розвиток Української держави, вагомі трудові здобутки, багаторічну сумлінну працю та з нагоди 21-ї річниці незалежності України[24]

## Бізнес
За 30 років бізнесової діяльності Васадзе його корпорації на зруйнованій базі пострадянських підприємств вдалось побудувати компанію, що займає  провідні позиції на автомобільному ринку України, підтримувати  довготривалі партнерські стосунки з лідерами світового автопрому, такими як Daimler AG, Kia Motors, General Motors, Toyota Chery. Понад 90 підприємств дають робочі місця та здійснюють податкові відрахування до бюджету країни. Йому вдалося побудувати в УкрАВТО вертикально інтегровані бізнес-процеси від повномасштабного виробництва авто, їх дистрибуції до розгалуженої мережі дилерських центрів, логістичних центрів, експедиторських послуг, лізингу та страхування авто.

### Бізнес під час війни
Окрім руйнувань дилерських центрів, втрати активів та персоналу на окупованих територіях, зупинки роботи заводу, в Києві було заморожено будівництво кількох об'єктів, серед яких — найбільшого у Східній Європі нового концептуального центру Mercedes-Benz за новими стандартами «МАР 2020» на Столичному Шосе 90, який мав бути введений в дію восени 2022 року.
З початку повномасштабного вторгнення Російської Федерації в Україну постав виклик щодо усунення дефіциту нових автомобілів та ризиків їх експлуатації через зупинене з боку виробників  постачання нових автомобілів на ринок України. УкрАВТО під керівництвом Васадзе зуміло відбудувати взаємовідносини з постачальниками та партнерами, а також забезпечили дилерські центри засобами альтернативного постачання електроенергії для забезпечення безперебійної роботи автосервісних центрів.
Через брак обсягів для виробництва, компанія почала поступово вести роботи з модернізації та реконструкції існуючих робочих місць та створення нових високотехнологічних. Так, у вересні 2023 року було оголошено про відновлення будівництва підприємства на Столичному шосе, яке за задумом задасть найвищий стандарт обслуговування українців. Очікується, що будівництво нових об'єктів та модернізація вже існуючих дозволить створити сотні робочих місць, які так потрібні країні в часи війни. 
Страхова компанія «Експрес Страхування», що належить до корпорації Васадзе в перші дні війни запропонувала гнучкі умови оплати КАСКО частинами, а  спільно з дилерськими центрами було забезпечене відновлення автомобілів після ДТП. В результаті такої політики, за підсумками минулого року компанія увійшла в перелік лідерів за страховими преміями.

## Особисте життя
Все життя був одружений з Васадзе Шореною Сергіївною (померла 16.06.2020), з нею має двох дітей — Васадзе Вахтанг Таріелович та Васадзе Ніна Таріелівна, займають керівні посади в УкрАВТО. Має чотирьох онуків.